# Villstads landskommun
Villstads landskommun var en tidigare kommun i Jönköpings län.

## Administrativ historik
När 1862 års kommunalförordningar trädde i kraft den 1 januari 1863 inrättades i Sverige cirka 2 400 landskommuner samt 89 städer och 8 köpingar. Då inrättades i Villstads socken i Västbo härad i Småland denna landskommun.
Den 1 januari 1909 (enligt beslut den 21 augusti 1908) överfördes Kruvebo by, omfattande 1 mantal Kruvebo nr:1 Norra och ½ mantal Kruvebo nr:2 Södra, till Burseryds landskommun.
Kommunreformen 1952 påverkade inte Villstads kommun, utan den fortlevde fram till 1974, då området blev en del av  Gislaveds kommun.
Den 1 januari 1964 överfördes till Villstads landskommun och församling ett obebott område, omfattande en areal av 0,02 km² land, från Hylte landskommun och Långaryds församling.
Kommunkoden 1952–73 var 0619.

### Församlingar
I kyrkligt hänseende hörde landskommunen till Villstads församling.

## Geografi
Villstads landskommun omfattade den 1 januari 1952 en areal av 163,97 km², varav 158,16 km² land. Efter nymätningar och arealberäkningar färdiga den 1 januari 1957 omfattade landskommunen den 1 november 1960 en areal av 165,00 km², varav 159,72 km² land.

### Tätorter i kommunen 1960
| Tätort         | Folkmängd |
| -------------- | --------- |
| Smålandsstenar | 2 338     |
| Skeppshult     | 306       |

Tätortsgraden i kommunen var den 1 november 1960 65,1 procent.

## Politik

### Mandatfördelning i valen 1938–1970
| 7 | 2 | 7 | 9 |

| 25 |

| 10 | 10 | 2 | 3 |

| 25 |

|  | 9 | 9 | 4 | 2 |

| 23 |

| 14 | 5 | 11 | 5 |

| 32 |

| 14 | 10 | 5 | 6 |

| 30 | 5 |

| 14 | 10 | 5 | 6 |

| 31 |

| 15 | 10 | 6 | 4 |

| 29 | 6 |

| 13 | 11 | 5 |  | 5 |

| 29 | 6 |

| 14 | 11 | 4 |  | 5 |

| 29 | 6 |